# Gilbert Simondon
Gilbert Simondon (Saint-Étienne, 2 de outubro de 1924 – 7 de fevereiro de 1989) foi um filósofo e tecnólogo francês com notáveis conhecimentos em mecânica, eletrônica, hidráulica e termodinâmica. 

## Breve nota biográfica
Gilbert Simondon estudou  na École normale supérieure e na Sorbonne, obtendo nessa última o doutoramento, em 1958. Foi aluno de Georges Canguilhem, Martial Guéroult e Maurice Merleau-Ponty. Sua obra perpassa investigações em tecnologia, técnica, estética e individuação. A tese complementar do seu doutorado Du mode d'existence des objets techniques, publicada em 1958, teve repercussão imediata pelo caráter ousado da proposta antifenomenológica e não tecnofóbica, apresentada por Simondon para se pensar a gênese dos objetos técnicos, exigindo como análise destes o tratamento específico de suas realidades, de seus funcionamentos e utilizações. Conquanto a relevância de sua obra, Simondon é ainda pouco lido, embora esporadicamente citado. Sua tese principal foi dividida em duas partes, para publicação: L'individu et sa gènese physico-biologique (1964) e L'individuation psychique et collective à la lumière des notions de forme, information, potentiel et metaestabilité (1989).

## Influências
Apesar de cogitadas, em especial após Gilles Deleuze fazer menção à tese de Simondon sobre a individuação, as influências de outros filósofos concernentes à técnica, como Martin Heidegger, Gaston Bachelard, Ortega y Gasset, Étienne Souriau não são claras na obra de Simondon; as poucas referências interiores à Filosofia feitas pelo autor são, em maioria, relativas às Filosofias antiga e moderna. Citações diretas de outros filósofos não são comuns na obra de Simondon, assim como provável fosse que suas opções de investigação não interessassem a outros filósofos ligados à questão da técnica e/ou tecnologia. Simondon ainda é tratado como um psicólogo-tecnólogo não interessante e integrante do ambiente da Filosofia da técnica, assim como ocorre com Yves Deforge e André Leroi-Gourhan. As abordagens de Simondon sobre a técnica não têm qualquer relação epistemológica com seus contemporâneos, fossem eles filósofos, antropólogos/etnólogos e/ou sociólogos. Segundo Simondon, seus contatos com Gaston Bachelard foram mínimos e, sempre, indiretos (por sua "poesia"). Todavia, citações diretas, e deslocadas, de Simondon são feitas pelo sociólogo Jean Baudrillard e alguns outros contemporâneos seus, ainda que Simondon não tenha se pronunciado favoravelmente quanto às apropriações de suas investigações que, em absoluto, são apropriações de cunho exemplificativo e de pouco desenvolvimento teórico. São notáveis as ressonâncias da obra de Simondon em autores como Yves Deforge, Bernard Stiegler, Pascal Chabot, Isabelle Stengers, François Laurelle, Gilles Deleuze, Félix Guattari, Gilbert Hottois, Muriel Combes e Laymert Garcia dos Santos.
Há três maiores e claras influências na obra de Gilbert Simondon: a do etnólogo/arqueólogo André Leroi-Gourhan, a do ciberneticista Norbert Wiener e a do tecnólogo Jacques Lafitte. Após a década de 1960 Gilbert Simondon se aproxima factualmente das discussões de psicologia geral, por motivos profissionais de docência, e encontra nesta uma fenda disciplinar onde desenvolver-se-iam seus cursos, diversos e bastante distintos do que havia, em suas teses, até então publicado. Não creditando à Sociologia, nem à Psicologia ou à Antropologia a capacidade de investigação das realidade da informação e das técnicas, Simondon aprofunda em seus cursos, ministrados na Sorbonne, na Universidade Paris V, na Faculdade de Letras e Ciências Humanas de Lyon, na Faculdade de Saint-Etienne, na Faculdade de Nice, Faculdade de Lille,  registros exponenciais das questões abordadas e referenciadas em sua tese (dos objetos técnicos ao pensamento estético). Simondon era também um notável tecnólogo; em seu laboratório de psicologia geral e tecnologia construiu e reproduziu diversas máquinas (prensas hidráulicas, receptores de sinais UHF, tubos de emissão de raios X, pequenos motores termo-acústicos), com as quais desenhava esboços técnicos e buscava analogias reais entre seres bióticos e abióticos em suas investigações. A postura intelectual de Simondon, devido ao conteúdo de suas pesquisas, projeta seu pensamento como uma alternativa contrastiva à Filosofia da Técnica/Tecnologia (àquela creditada a Martin Heidegger sobretudo); a incompatibilidade do pensamento de Simondon com o pensamento filosófico da Técnica/Tecnologia produzido em todo o séc. XX, faz de Simondon um autor colateral ao assunto. Ainda que fosse Simondon contemporâneo de exímios historiadores franceses da Técnica e da Tecnologia como Bertrand Gille, Charles Parain e Maurice Daumas não houve contatos e trocas intelectuais efetivas entre Simondon e seus contemporâneos.
Enfrentando problemas de saúde, Simondon foi internado algumas vezes durante as décadas de 1970-80 em um hospital psiquiátrico, diminuindo drasticamente seus exercícios enquanto docente e pesquisador. Sua obra, apesar de um crescente reconhecimento a partir do ano de 2005, é pouco lida e tem no Brasil fomentado pesquisas pontuais na Filosofia e nas Ciências Sociais, sobretudo na Antropologia e na Sociologia.

## Obras publicadas

### Tese principal
- L'individu et sa genèse physico-biologique. Paris: Presses Universitaires de France, 1964. (1a Parte da Tese)
- L'individuation psychique et collective. Paris: Aubier, 1989. (2a Parte da Tese)
- L'individuation à la lumière des notions de forme et information. Paris: Ed. Jérôme Millon, 2005. (Tese completa)

#### Tese complementar
- Du mode d'existence des objets techniques Paris: Aubier, 2008.

### Cursos, conferências e artigos
- Comunication et Information. Paris: La Transparence, 2010.
- Cours sur la Perception. Paris: La Transparence, 2010.
- Imagination et Invention. Paris: La Transparence, 2010.
- L'invention dans les techniques. Cours et conférences. Paris: Éditions du Seuil, 2005.
- Sur la technique. Paris: PUF, 2014.